# Werner Kubny
Werner Kubny (* 1949 in Olpe) ist ein deutscher Autor, Regisseur, Kameramann, Produzent und Drehbuchautor.

## Leben
Nachdem Werner Kubny den Beruf des Großhandelskaufmanns erlernt hatte, absolvierte er ein Studium der Fotografie, des Films, der Kunstgeschichte und Erziehungswissenschaft. Sozialwissenschaftliche und historischen Studien und Filmprojekte motivierten ihn, sich mit der Geschichte Deutschlands zu beschäftigen.
Seit 1982 stellte Werner Kubny als Regisseur und Produzent Filmproduktionen zur Lebenswelt der arbeitenden Bevölkerung insbesondere im Ruhrgebiet her. Es waren dies Dokumentarfilme, Kinderfilme, Dokumentationen, Reportagen sowie TV-Dokumentations-Serien, produziert von der Werner Kubny Filmproduktion, der Kubny & Schnell Film- und Fernsehproduktion sowie der HumanTouchPictures Filmproduction. Vorwiegend handelte es sich um Auftrags- und Koproduktionen mit dem Deutschen Fernsehen (ARD, ZDF, 3Sat und ARTE) sowie mit Institutionen der staatlichen Filmförderung, NGOs und Stiftungen.
Ein Schwerpunkt seiner Arbeit war die Kultur- und Sozialgeschichte im Ruhrgebiet, so für den WDR Abenteuer Ruhrpott (2000 und 2003), Was bleibt sind wir (2010), Der lange Abschied von der Kohle (2018), für den Bayerischen Rundfunk Der Letzte seines Standes. Mit dem Film Die Brücke von Remagen produzierte Kubny die erste umfassende Dokumentation zum Ausgang des II. Weltkriegs am Rhein im Rheinland.
Werner Kubny ist Gründungsmitglied und war Vorstand im Filmbüro NW. Er absolvierte eine Ausbildung zum Counselor und Coach und war Dozent für Weiterbildung im Bereich Dokumentarfilm. 2008 gründete er mit Unterstützung der Filmstiftung NRW eine eigene Dokumentarfilmschule. Zu seinen zahlreichen Auszeichnungen, auch bei internationalen Festivals, gehören der Förderpreis des Landes NRW für junge Künstler 1983, die Grimme-Preise 1996 und 1999 sowie eine Grimme-Preis-Nominierung 2011. Im Jahr 2015 erhielt er den Kultur-Förderpreis des Oberbergischen Kreises und 2019 den Journalistenpreis Lorry der Metropole Ruhr.
Kubny schrieb die Bücher Der gefesselte Mann und seine Befreiung sowie Orion – Offenbarungen aus einer anderen Wirklichkeit.

## Auszeichnungen
- 1983 Förderpreis des Landes Nordrhein-Westfalen für junge Künstler – für die Film- und Kameraarbeit.
- Adolf-Grimme-Preis 1996, Kategorie Allgemeine Programme/Kultur zusammen mit Axel Hofmann für den Dokumentarfilm Taubenliebe für WDR/3-Sat, 1995
- Adolf-Grimme-Preis 1999, Kategorie Information & Kultur zusammen mit Volker Anding und Enno Hungerland für den Dokumentarfilm Ratten für WDR/ARTE, 1998
- 2008 Publizistikpreis der GlaxoSmithKline Stiftung  für den wissenschaftlichen Film Der geniale Genschalter, für Regisseur Reinhard Brüning und die Produzenten Per Schnell und Werner Kubny, ZDF/ARTE, 2007
- 2010 Silver Award, WorldMediaFestival in Hamburg für Der verbotete Kick – Frauen und Fußball in Deutschland,´an die Regisseure Werner Kubny und Per Schnell – WDR/NDR 2010
- Grimme-Preis 2011, Nominierung für Kategorie Kultur & Information, zusammen mit Per Schnell für die 3-teilige TV-Dokumentation Was bleibt sind wir, WDR/WDR-Mediagroup/Filmstiftung 2010
- 2015: Kultur-Förderpreis des Oberbergischen Kreises für die langjährige dokumentarische Filmarbeit und insbesondere zu dem Heimatfilm Stein ist Leben – ein Dokumentarfilm über das Leben der Steinhauer im Bergischen Land 2019:Journalistenpreis Lorry der Metropole Ruhr

## Filmographie (Auswahl)
- 1985: Die Liebesforscherin (Kamera)
- 1991: Der Einbruch (Kamera)
- 1989: Der Mann mit den Bäumen (Drehbuch, Regie, Produktion)
- 1993: Der Schaum der Tage (Kamera)
- 1992: Der Goldene Niet
- 1993: Abschied von Alma Ata
- 1993: Achtung: Streng geheim! (Kamera)
- 1996: Taubenliebe (Regie + Produktion)
- 1997–2008: Der Letzte seines Standes - 5 Filme (Drehbuch, Regie, Produktion)
- 1998: Die Pferdefrau vom Immenhof (Regie + Produktion)
- 1998: Ratten (Kamera + Produktion)
- 2000: Die Helden von Eisenheim (Regie + Produktion)
- 2001: Abenteuer Ruhrpott (Drehbuch + Regie)
- 2003: Der Ball ist rund-40 Jahre Fußballbundesliga – 8 Folgen (Regie und Produktion)
- 2005: Westfalenland (Regie + Produktion)
- 2007: Zeitreise Rheinland (Regie + Produktion)
- 2008: Beikirchers Entdeckungen (Regie + Produktion)
- 2009: Als Arbeiterjungs Profifußballer wurden (Drehbuch + Regie)
- 2010: Was bleibt sind wir (Regie + Produktion)
- 2011: Meine Büdchen im Ruhrgebiet (Produzent)
- 2013: Reborn sowie Hope, Dedikation, Promise (Kamera + Co-Regie)
- 2013: Brückengeschichten vom Rhein (Regie und Produktion)
- 2015: Die Brücke von Remagen (Drehbuch, Regie, Produktion)
- 2017: Der lange Abschied von der Kohle (Drehbuch, Regie + Produktion)
- 2018: Rettung auf Dahlbusch